# آن بيشوب (صحفية)
آن بيشوب (بالإنجليزية: Ann Bishop)‏ هي مذيعة أخبار وصحفية أمريكية، ولدت في 9 يناير 1931 في روتشستر في الولايات المتحدة، وتوفيت في 14 نوفمبر 1997 في ميامي في الولايات المتحدة بسبب سرطان القولون.